# La Horde d’or, Italie, 1968-1977
La Horde d’or, Italie, 1968-1977 : la grande vague révolutionnaire et créative, politique et existentielle est un essai relatant l'histoire des mouvements d'extrême gauche en Italie, depuis les prémices des années 1960 jusqu'à la fin des années 1970,.

## Réceptions critiques
L'universitaire Isabelle Sommier précise que les « deux auteurs [...] ne cachent pas le lieu d'où ils parlent : Nanni Balestrini et Primo Moroni furent des « compagnons de route » de ce qu'ils appellent « la horde d'or ».
Le journal Le Monde y voit un « foisonnant kaléidoscope de documents d’époque, d’analyses, de témoignages, de tracts, d’affiches, de discours pour raconter une génération aux rêves fracassés. Le « Mai rampant » italien se prolongea tout au long d’une décennie avant de s’autodétruire dans le terrorisme, réaction désespérée face à son inéluctable enlisement, aux pesanteurs du système et à une répression implacable. La Horde d’or est un refus de l’oubli. »
Pour L'Obs, « L'ouvrage rend compte avec précision de l'effervescence révolutionnaire et se livre à une analyse très fine des groupes qui participèrent à la prolifération d'initiatives, de grèves, d'occupation entre Mai-68 et les mois qui précédèrent l'assassinat d'Aldo Moro, ancien président du Conseil et leader de la Démocratie chrétienne, en 1978. »
Le philosophe Robert Maggiori dans Libération, évoque un « ouvrage choral sur le bouillonnement politique et artistique en Italie de 1968 à 1977 », « un livre-culte, sans cesse cité », « enthousiaste, polyphonique, transversal, contrasté [qui] contient à lui tout seul l’« esprit » de Mai, des premières insurrections étudiantes du printemps 68, comparables à celles du Quartier latin à Paris, et des grèves ouvrières de 1969, jusqu’au « Mouvement de 77 » et ses trois âmes : l’une pacifiste, anti-autoritaire, luttant pour les droits civils ; l’autre spontanéiste, transgressive, appelant à la « désobéissance civile », attirée par la contre-culture (freaks, indiens métropolitains) ; et la troisième, plus dure politiquement, intransigeante, violente, qui préconisait (et mènera) la lutte armée. ».
Selon l'écrivain Serge Quadruppani, « La Horde d’or entre dans le détail du début de cette décennie insurrectionnelle [1960-1970], et montre comment la spontanéité ouvrière prit souvent par surprise les penseurs du mouvement, qui élaboraient depuis 1966 une critique des formes nouvelles d’exploitation. »